# Komitee Pro Palästina
Das Komitee Pro Palästina – das Deutsche Komitee zur Förderung der jüdischen Palästinasiedlung – wurde am 25. April 1918 konstituiert.

## Geschichte
Zu den Mitgliedern der Initiative zählten namhafte Personen aus Wissenschaft, Kunst und Politik. Vorsitzender des Ausschusses war Carl Ballod, ferner gehörten ihm Hans Delbrück, Franz Carl Endres, Constantin Fehrenbach, Eberhard Gothein, Robert Jungk und Gustav Noske an.
Als Aufgabe sollte das Streben des Zionismus nach einem zusammenhängenden jüdischen Siedlungsgebiet in Palästina in der Öffentlichkeit bekanntgemacht werden, weil dadurch auch die deutschen Kultur- und Wirtschaftsbeziehungen im Vorderen Orient gefördert würden. Man gab eine Reihe von Schriften heraus (Reimar Hobbing, Berlin, 1918–1919, insgesamt 268 Seiten in acht Heften).
Am 15. Dezember 1926 folgte auf Initiative von Kurt Blumenfeld eine Neugründung „Deutsches Komitee Pro Palästina“. Mitglied war unter anderem Konrad Adenauer.

## Schriften
- Max Cohen: Die politische Bedeutung des Zionismus. Heft 1
- Carl Ballod: Palästina als jüdisches Ansiedlungsgebiet. Heft 2
- Otto Eberhard: Der Zionsgedanke als Weltidee und als praktische Gegenwartsfrage. Heft 3
- Franz Carl Endres: Die wirtschaftliche Bedeutung Palästinas als Teiles der Türkei. Heft 4, 28 Seiten
- Max Blanckenhorn: Der Boden Palästinas, seine Entstehung, Beschaffenheit, Bearbeitung und Ertragfähigkeit. Heft 5
- Leo Rosenberg: Das Ostjudenproblem und Palästina. Heft 6.
- Davis Trietsch: Palästina und die Juden – Tatsachen und Ziffern. Heft 7/8

## Mitglieder (um 1931)

### Ehrenausschuss
- Staatsminister a. D. Carl Heinrich Becker
- Preußischer Ministerpräsident Otto Braun
- Albert Einstein
- Staatsminister Adolf Grimme
- Geh. Regierungsrat Ludwig Kastl
- Generalkonsul Eugen Landau
- Reichstagspräsident Paul Löbe
- Sekretariat in der Reichskanzlei Hermann Pünder
- Ministerialdirektor Julius Ruppel
- Botschafter Carl von Schubert
- Max Warburg
- Direktor Oscar Wassermann
- Staatssekretär des Preußischen Staatsministeriums Robert Weismann

### Präsidium
- Botschafter z. D. Albrecht Graf von Bernstorff, Vorsitzender
- Ministerialdirektor Hermann Badt
- Rabbiner Leo Baeck
- Johann Viktor Bredt, MdR
- Rudolf Breitscheid, MdR
- Kurt Blumenfeld, Vorsitzender der Zionistischen Vereinigung für Deutschland
- Regierungspräsident Hermann Haußmann
- Otto Hoetzsch, MdR
- Domkapitular Prälat Ludwig Kaas, MdR
- Siegfried von Kardorff, MdR
- Gesandter Hartmann von Richthofen
- Geheimer Konsistorialrat Ernst Sellin
- Legationsrat Moritz Sobernheim
- Kommerzienrat Konsul Walter Sobernheim

### Schriftführer
- Katharina von Kardorff-Oheimb
- Karl Glaser
- Martin Rosenblüth